# Копти
Копти (грч. αιγυπτος [], арап. قبط) су народ хришћанске вере који насељавају долину реке Нил. Потомци су хамитских Египћана који нису, ни после арапског, ни турског освајања прихватили ислам, већ су остали хришћани.
Назив Копт је истовремено и етничка и верска ознака. Имају свој коптски језик, али се његова употреба задржала још само у богослужењу Коптске оријентално-православне цркве. Коптска оријентално-православна црква припада породици миафизитских оријентално-православних цркава.
Копти чине око 10% становништва Египта, што је око 8-10 милиона људи. Египатски хришћани, представници су једне од најстаријих грана хришћанства, сачували су хришћанско предање дубоко у својој историји и култури.
Хришћанска заједница је била веома бројна у Египту још средином 1. века. Верује се да је апостол Марко био први просветитељ и архиепископ Коптске цркве.
Арапи су у 7. веку окупирали Египат али у прво време, њихова окупација није имала много утицаја на живот хришћанских заједница, што се види по очуваној хришћанској уметности коптских монашких центара у Старом Каиру, и широм Египта. Међутим, током 7. и 9. века, током раста националног отпора, муслимански владари забрањивали су сликање људског лика у уметности (као последица иконоборства), што је резултовало масовним уништавањем многих икона и фресака коптске цркве.
Прогон египатских хришћана достигао је свој врхунац када је Египат пао под власт Мамелука након крсташких ратова. Бедуински пљачкаши су често нападали и палили коптске манастире, али су касније они обновљени и поново подизани.

## Галерија
- Коптски крст
- Коптски и арапски натписи у Старом Каиру
- Олтар коптског храма